# Выборы главы города Абакана (2024)
Выборы главы города Абакан прошли 6-8 сентября 2024 года, в единый день голосования. Алексей Лёмин переизбран во второй раз, срок его полномочий истекает в 2029 году.

## Ключевые даты
- 11 июня совет депутатов города Абакана принял решение назначить выборы Главы города Абакан на 8 сентября 2024 года, в единый день голосования[4].
- 2 июля завершился приём документов на участие в выборах от кандидатов[5].

## Агитация
5 сентября Telegram-канал «Выборы, всем ЦЫК» сообщил о нарушении предвыборной агитации со стороны Лёмина Алексея Викторовича. В сообществе абаканского лицея имени Н. Г. Булакина было опубликовано видео, содержащее призыв голосовать за кандидата от партии «Единая Россия». Данное действие расценивается как нарушение законодательства о выборах, поскольку учебное заведение является площадкой, не предназначенной для политической агитации.

## Выдвинутые кандидаты
| Выдвинутые кандидаты          | Выдвинутые кандидаты                                             | Выдвинутые кандидаты      | Выдвинутые кандидаты | Выдвинутые кандидаты                | Выдвинутые кандидаты |
| Кандидат                      | Деятельность/должность (на момент выдвижения)                    | Субъект выдвижения        | Статус               | Дата подачи документов о выдвижении | Дата регистрации     |
| ----------------------------- | ---------------------------------------------------------------- | ------------------------- | -------------------- | ----------------------------------- | -------------------- |
| Глебов Виталий Александрович  | Машинист электровоза                                             | ЛДПР                      | Зарегистрирован      | 28 июня                             | 10 июля              |
| Головченко Олег Владимирович  | Директор Республиканского учебного центра повышения квалификации | КПРФ                      | Зарегистрирован      | 28 июня                             | 10 июля              |
| Лёмин Алексей Викторович      | Действующий глава города Абакан                                  | Единая Россия             | Зарегистрирован      | 27 июня                             | 10 июля              |
| Мельцер Василий Александрович | Заместитель директора ООО «Управление механизации19»             | Самовыдвижение            | Зарегистрирован      | 28 июня                             | 23 июля              |
| Кукарцев Иван Юрьевич         | Директор «Ассоциации продвижения туризма и сервиса Сибири»       | Партия возрождения России | Отказ в регистрации  | 22 июля                             | —                    |

10 июля территориальная избирательная комиссия города Абакан отказала в регистрации Кукарцеву Ивану Юрьевичу по причине предоставления неполных данных об имуществе и источниках дохода.